# Renault Tondar 90
El  Renault Tondar 90/SAIPA Tondar 90 es una de las variantes del Dacia Logan hechas bajo licencia en Irán por las firmas SAIPA y Pars Khodro para el mercado local y de medio oriente.

## Historia
Desde el año 2008 se licenció su producción a las firmas SAIPA y Pars Khodro, las que posteriormente deciden cambiar su nombre al de Renault Tondar 90. Desde su introducción se le han hecho mejoras para diferenciarlo del producto importado, y la que se comercializa cambia ciertas partes del coche de serie vendido en Europa y América, donde la matrícula trasera se porta en el parachoques, ya en la variante iraní es portada en la tapa del maletero (véase el enlaces para las imágenes).
Las demás partes mantienen su diseño original, y sólo sustituye las decoraciones de la marca, añadiendo y luego cambiando la marquilla que le designa como Logan y adiciona o sustituye con la de Tondar 90.
La última versión cambia el diseño de las luces traseras, dándole menos amplitud a los costados y mayor proyección trasera con unos conjuntos adicionales en la tapa del maletero. Además, los adornos se rematan con un bocel cromado en la misma tapa, el que le da un toque diferente al modelo comerciado en occidente, aparte de la introducción del logo de la firma SAIPA tanto en el frontal como en la tapa posterior del coche, que ahora se denomina SAIPA Tondar 90.

## Especificaciones

### Motorizaciones
Salvo las de combustible diésel, las motorizaciones son similares o las mismas a las del Dacia Logan rumano en todas sus variantes (sedán, station wagon y van), y los motores usados se manufacturan localmente, estos a su vez son producidos bajo licencia de Nissan y Renault en la planta iraní; que a su vez fue dotada desde Rusia y Marruecos con la maquinaria necesaria para tales labores. Sin embargo, y pese a las sanciones internacionales; estos cumplen con la normatividad específica para emisión de gases enmarcada dentro de los estándares Euro-3 y Euro-4. Así mismo en el próximo futuro habrá una variante con motor de combustible GLP de fábrica.
Las especificaciones de los motores a gasolina son las siguientes:
| Denominación del motor | Capacidad cilindraje (cc) | Número de válvulas | Combustible | Potencia (en HP)         | Torque           | Velocidad máxima (km/h) | Consumo medio (estimado) (Litros/100 km) |
| ---------------------- | ------------------------- | ------------------ | ----------- | ------------------------ | ---------------- | ----------------------- | ---------------------------------------- |
| 1.6 16v                | 1598                      | 16 válvulas        | Gasolina    | 77 kW (105 HP) @5750 rpm | 148 Nm @3750 rpm | 183                     | 7,1                                      |